# コスタナイ
コスタナイ（英語: Kostanay、ロシア語: Костанай、カザフ語: Қостанай / Qostanay）はカザフスタン北部のトボル川沿いにある街である。1895年まではニコラエフスク（Nikolayevsk、ロシア語: Николаевск）、1997年まではクスタナイ（Kustanay、ロシア語: Кустанай）と呼ばれていた。コスタナイはコスタナイ州の政治的中心である。人口は1999年の国勢調査では222,816人、2009年の国勢調査では214,916人である。

## 歴史
コスタナイはロシア人住民によって1879年に築かれ、ニコライ2世を称えてニコラエフスクと名づけられた。1888年、街には製粉工場や醸造所の建設に関わる人々が3,000人以上住んでいた。それらの工場は現在も操業している。1893年、町は市に昇格した。1918年、赤軍が街を制圧し、クスタナイと名を変えた。コスタナイ州は1936年に設立され、コスタナイに中心がおかれた。

## 公的機関
コスタナイには5つの高等教育機関と、22校の専門学校（中等教育）があり、専門学校では12,200人が学んでいる。文化施設では、380の図書館と201のクラブ、8つの博物館と2つの劇場があり、また2つのアリーナ、10の複合スポーツ施設、26の競技場と567のスポーツホールなど、多くの運動競技に関する施設がある。

## 気候
ケッペンの気候区分では亜寒帯湿潤気候（Df）、トレワーサの区分では湿潤大陸性気候（いずれもDfb）にあたる。
| コスタナイの気候       | コスタナイの気候 | コスタナイの気候 | コスタナイの気候 | コスタナイの気候 | コスタナイの気候 | コスタナイの気候 | コスタナイの気候 | コスタナイの気候 | コスタナイの気候 | コスタナイの気候 | コスタナイの気候 | コスタナイの気候 | コスタナイの気候 |
| 月                     | 1月              | 2月              | 3月              | 4月              | 5月              | 6月              | 7月              | 8月              | 9月              | 10月             | 11月             | 12月             | 年               |
| ---------------------- | ---------------- | ---------------- | ---------------- | ---------------- | ---------------- | ---------------- | ---------------- | ---------------- | ---------------- | ---------------- | ---------------- | ---------------- | ---------------- |
| 平均最高気温 °C （°F） | −13 (9)          | −12 (10)         | −5 (23)          | 8 (47)           | 19 (67)          | 25 (77)          | 27 (80)          | 25 (77)          | 18 (65)          | 8 (47)           | −2 (28)          | −10 (14)         | 7.3 (45.3)       |
| 平均最低気温 °C （°F） | −23 (−9)         | −22 (−8)         | −17 (2)          | −3 (27)          | 6 (42)           | 11 (52)          | 13 (56)          | 11 (52)          | 6 (42)           | −2 (28)          | −11 (12)         | −19 (−3)         | −4.2 (24.4)      |
| 降水量 mm （inch）     | 23 (0.9)         | 18 (0.7)         | 18 (0.7)         | 18 (0.7)         | 30 (1)           | 56 (2.2)         | 61 (2.4)         | 30 (1)           | 33 (1.3)         | 30 (1.2)         | 20 (0.8)         | 10 (0.4)         | 347 (13.3)       |
| 出典：Weatherbase      |                  |                  |                  |                  |                  |                  |                  |                  |                  |                  |                  |                  |                  |

## 文化

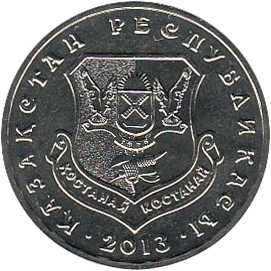
コスタナイのコイン

コスタナイには多くの歴史的文化遺産がある。地域の中心部にはイスラム教スンナ派のモスクがあり、この地域の政治に関わる建物になっている。また、コスタナイ州立大学、アルティンザリン地域記念博物館、カザフ劇場、中央広場、コスタナイ駅が歴史的建造物として残っている。歴史的モニュメントは、イブライ・アルティンザリンのモニュメント、ソビエト連邦の2人の英雄（I.F.パブロフとレオニド・ベダ）の胸像、アフマド・バイツルシノフのモニュメント、第二次世界大戦の犠牲者の複合記念館、イマノフ（Imanov）やL.I.タラヌ（Taranu）の胸像、B.マジリヌ（Majlinu）のモニュメント、「処刑場の壁」（アレクサンドル・コルチャークの軍司令官が赤軍兵士によって処刑された場所）やアレクサンドル・プーシキンなどのモニュメントがある。

## 交通・通信

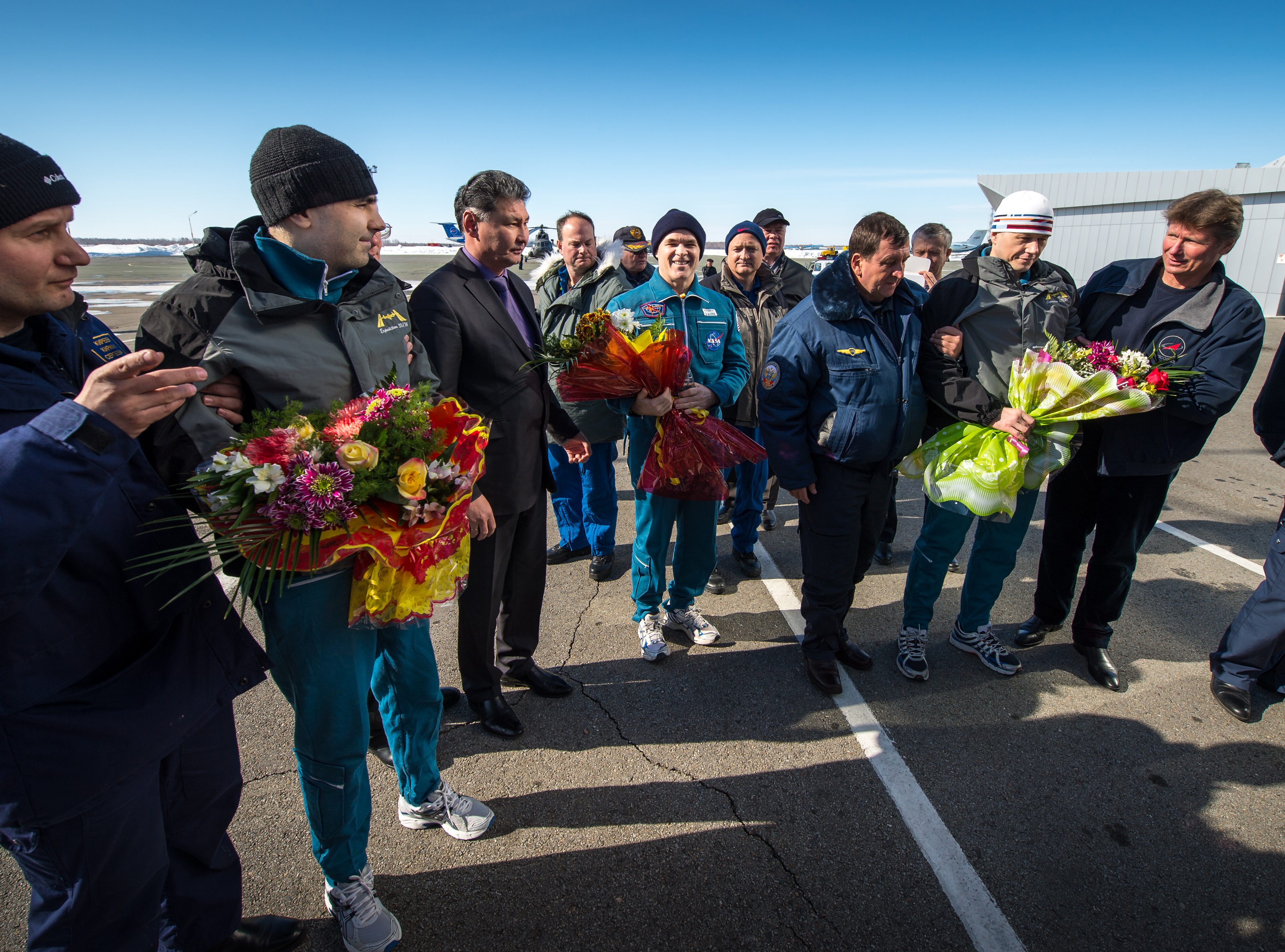
コスタナイ空港に集まったソユーズTMA-06Mの乗組員

チェリャビンスク、マグニトゴルスク、トロイツク、エカテリンブルク、クルガンやチュメニといったロシアの都市へは、道路がのびている。道路はカザフスタン国内のアスタナやアルマトイにもつながっている。鉄道の総延長は1,048キロメートルである。53の鉄道駅で貨物と旅客の運輸を取り扱っている。石油はロシアの油田からカザフスタンの石油精製工場を経て、鉄道で輸送される。
コスタナイ空港はTu-134、Tu-154、An-22、Il-86やいくつかのボーイング機を離着陸させることができる。コスタナイ国際空港からはカザフスタン国内の各都市や旧ソ連の都市、ドイツのフランクフルトやハノーファー、アラブ首長国連邦やトルコなどと結ばれている。
通信は、カザフテレコムの支社が独占している。

## スポーツ
カザフスタン・プレミアリーグに所属するFCトボルは、コスタナイ中央スタジアムを本拠地としている。スタジアムにはアイスリンクもある。